# Garbatella (estación)
Garbatella es una estación de la línea B del Metro de Roma. Se encuentra en la Vía Ostiense, en el distrito del mismo nombre, detrás de los antiguos mercados generales de Roma.
En su entorno se encuentran la Universidad de Roma III y el Teatro Palladium.

## Historia
La estación original, inaugurada en 1955 y con su entrada por la Plaza Giancarlo Vallauri, fue reconstruida en 1990 a 200 metros de distancia. Pertenece a la zona de Garbatella.